# Dagenham & Redbridge F.C.
Dagenham & Redbridge Football Club (Engelsk udtale: /'dæɡənəm ... 'rɛ dbrɪdʒ/), ofte kendt blot som Dagenham og forkortet Dag & Red, er en professionel fodboldklub med base i Dagenham, London, England.
Klubben blev dannet i 1992 gennem en fusion mellem Redbridge Forest (der selv var dannet som følge af fusioner mellem Ilford, Leytonstone og Walthamstow Avenue) og Dagenham. Klubbens traditionelle farver er røde og blå, for at repræsentere de fusionerede hold.
Holdet spiller i National League, den femte bedste række i det engelske fodboldligaasystem og klubbens kælenavn er the Daggers.

## Holdet

### Spillerne
Oversigten er opdateret til og med 28. maj 2019
| Nr. | Land    | Position | Spiller           |
| --- | ------- | -------- | ----------------- |
|     | England | MM       | Elliot Justham    |
|     | England | MM       | Joshua Strizovic  |
|     | England | FO       | Kenny Clark       |
|     | Guyana  | FO       | Liam Gordon       |
|     | Guyana  | MI       | Elliot Bonds      |
|     | England | MI       | Bagasan Graham    |
|     | Grenada | MI       | Alexander McQueen |

| Nr. | Land     | Position | Spiller         |
| --- | -------- | -------- | --------------- |
|     | England  | MI       | Harold Odametey |
|     | England  | MI       | Harry Phipps    |
|     | England  | MI       | Matt Robinson   |
|     | Colombia | AN       | Ángelo Balanta  |
|     | Wales    | AN       | Chike Kandi     |
|     | Spanien  | AN       | Joan Luque      |
|     | Irland   | AN       | Conor Wilkinson |

### Nuværende personale
Opdateret 4. november 2017 
| Position             | Navn            |
| -------------------- | --------------- |
| Manager              | Peter Taylor    |
| Assisterende Manager | Terry Harris    |
| First Team Coach     | Jody Brown      |
| Målmandstæner        | Glen Johnson    |
| Fitnesstræner        | Neil Withington |
| Fysioterapeut        | John Gowens     |
| Læge                 | Dr. Tahir       |

## Managere
Dagenham & Redbridge har haft seks forskellige managere siden etableringen i 1992.
| Fra  | Til       | Manager       |
| ---- | --------- | ------------- |
| 1992 | 1994      | John Still    |
| 1994 | 1995      | Dave Cusack   |
| 1995 | 1996      | Graham Carr   |
| 1996 | 1999      | Ted Hardy     |
| 1999 | 2004      | Garry Hill    |
| 2004 | 2013      | John Still    |
| 2013 | 2015      | Wayne Burnett |
| 2015 | 2018      | John Still    |
| 2018 | Nuværende | Peter Taylor  |